# Böschi
Böschi ist ein Weiler auf etwas über 1000 m ü. M. in der Gemeinde Oberägeri, Kanton Zug in der Schweiz. 
Er besteht aus gut 40 Wohnhäusern und Gebäuden, gelegen an der Verbindung von Oberägeri über die Anhöhe Tänndli nach Rothenthurm. Die Hanglage ist nach Süden gerichtet und gibt den Blick über den Ägerisee frei. Unterhalb von Böschi prägt der Bietenbergrunsen ein Ried mit anschliessendem, gegen den Ägerisee steil abfallendem Tobel die Landschaft. Unter Bikern ist die Route Baar-Edlibach-Schmidtli-Brunegg-Zugerberg-Pfaffenboden-Alpli-Ramenegg-Sattel-Morgartenberg-Böschi-Alosen-Kistenpass-Gubel-Edlibach-Baar bekannt.
Neben anderen privaten Landbesitzern besitzt die Korporation Oberägeri Grundeigentum im Gebiet Böschi.